# 오트 퀴진

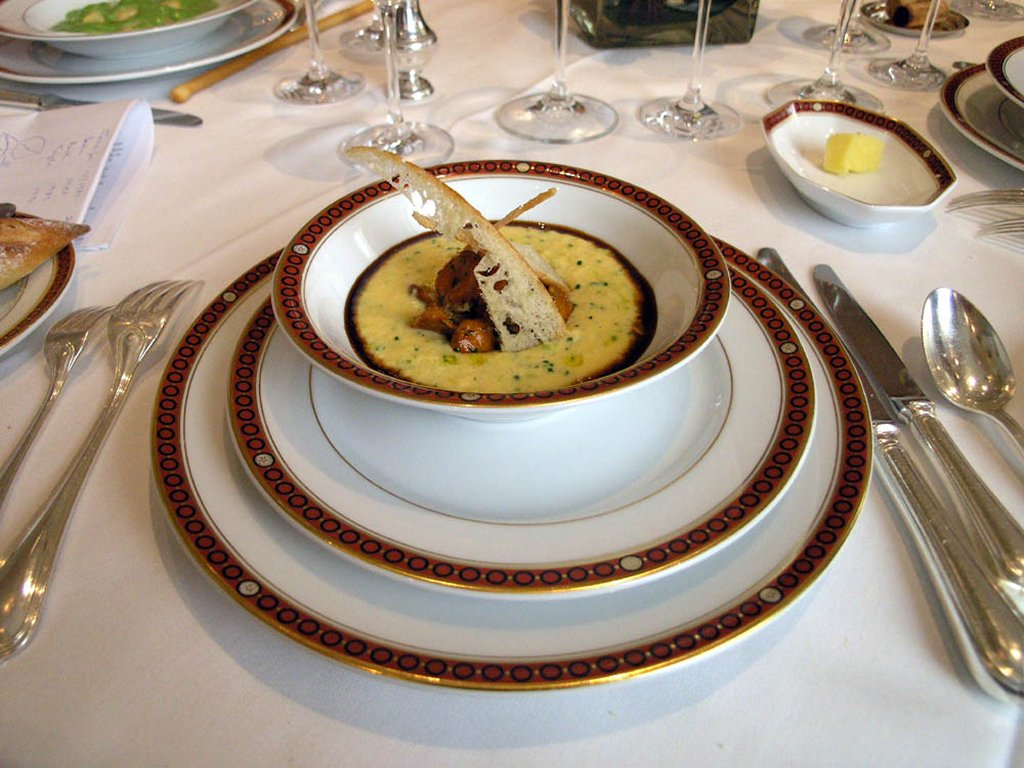
프랑스의 오트 퀴진 표현의 한 예

오트 퀴진(프랑스어: haute cuisine) 또는 오뜨 퀴진, 그랑드 퀴진(프랑스어: grande cuisine)은 "고급" 시설, 고급 레스토랑, 고급 호텔의 요리이다. 오뜨 퀴진은 세심한 준비가 특징이다. 높은 가격에 신중하게 음식을 제공한다.

## 초기 역사
고급 요리는 일반 및 고급 재료로 세심하게 준비된 음식을 전문가가 준비하고 그렇게 할 재정적 수단이 있는 사람이 의뢰하여 요리하고 먹는 것을 나타낸다. 그것은 군주제와 부르주아지와 이국적이고 다양한 풍미와 건축학적 경이로움으로 준비된 요리를 탐험하고 감당할 수 있는 능력을 통해 오랜 진화를 겪었다. 오뜨 퀴진은 제철 과일과 같은 고급 재료를 사용하고 프랑스에서 일반적으로 볼 수 없는 재료를 사용하여 요리하고 제공한다는 점에서 일반 프랑스 요리와 차별화되었다.
숙련된 주방 직원은 20세기 초 오귀스트 에스코피에(August Escoffier)에 의해 브리게이드 드 퀴진(Brigade de Cuisine)으로 조직된 프랑스 고급 요리의 탄생에 필수적이었다. 이 주방에서 나온 화려한 프레젠테이션과 복잡한 기술에는 재료, 시간, 장비, 따라서 돈이 필요했다. 이러한 이유로 초기 고급 요리는 부유하고 강력한 개인의 작은 인구 통계학적으로 접근할 수 있었다. 전문 요리사는 고급 요리를 만들고 형성하는 일을 담당했을 뿐만 아니라 요리에서 그들의 역할이 일반 프랑스 요리와 구별되는 점이었다.
고급 요리는 역사적으로 유럽의 대형 레스토랑과 호텔에서 계층적인 주방 직원이 준비한 작고 여러 코스를 제공하는 정교한 준비 및 프레젠테이션을 통해 프랑스 요리의 영향을 받았다. 요리는 오늘날에도 여전히 사용되는 많은 전형적인 프랑스 소스의 기초인 버터, 크림, 밀가루로 만든 퇴폐적인 소스로 매우 풍부하고 호화로웠다. 17세기 셰프이자 작가인 라 바렌느(La Varenne, 1615-1678)는 중세 시대에 알려졌던 요리법에서 약간 더 가벼운 요리와 더 겸손한 장식으로 변화를 표현했다. 그 후 안토닌 카렘(Antonin Carême, 1784-1833)도 요리에 관한 작품을 출판했으며 이전의 요리와 훨씬 더 복잡한 요리를 단순화하고 성문화했다. 19세기 프랑스 고급 요리는 영국 고급 식당의 발전과 상호 작용했다.